# 白山山脉国家森林
白山山脉国家森林（英語：White Mountain National Forest，WMNF）是一个位于美国东北部白山山脈的国家森林。它成立于1918年，但联邦的土地采购已经于1914年开始。它的总面积为750,852英畝（303,859公頃），大多数位于在新罕布什尔州，一小部分（约占森林的5.65%）位于相邻的缅因州。阿帕拉契小徑贯穿白山山脉国家森林。白山山脉国家森林所占土地面积大小的县依次是新罕布什尔州格拉夫頓縣、库斯县和卡罗尔县， 缅因州牛津縣。